# Fernando Louro
Fernando de Almeida Louro (* 18. Juni 1962 in São Paulo) ist ein ehemaliger brasilianischer Radrennfahrer.

## Sportliche Laufbahn
Louro war im Bahnradsport und im Straßenradsport aktiv. Er war Teilnehmer der Olympischen Sommerspiele 1980 in Moskau. In der Mannschaftsverfolgung wurde Brasilien mit Hans Fischer, José Carlos de Lima, Fernando Louro und Antônio Silvestre auf dem 11. Rang klassiert. Im olympischen Straßenrennen schied er aus.
1988 startete er bei den Spielen in Seoul. Im Punktefahren kam er auf den 24. Platz. 
In der Mannschaftsverfolgung schied er in der Qualifikation aus.
1992 in Barcelona wurde er auf der Bahn und auf der Straße eingesetzt. In der Mannschaftszeitfahren wurden Fernando Louro, Euripedes Ferreira, Márcio May und Hernandes Quadri Júnior als 20. klassiert. Im Punktefahren war er ausgeschieden.
Bei den Panamerikanischen Spielen 1983 und 1987 gewann er die Bronzemedaille in der Mannschaftsverfolgung.
Im Straßenradsport holte er in der Volta Ciclista Internacional do Brasil 1987 einen Etappensieg.